# Махонін Олександр Дмитрович
Олександр Дмитрович Махонін (25 листопада 1941, м. Саратов, РРФСР — 2 серпня 2014, м. Львів, Україна) — український спортсмен-ветеран і тренер російського походження, викладач, організатор фізкультурно-спортивного руху, кандидат педагогічних наук.

## Біографія
У 1969 році закінчив педагогічний факультет Львівського державного інституту фізичної культури (ЛДУФК). Закінчив аспірантуру Ленінградського науково-дослідного інституту фізичної культури і повернувся в ЛДІФК, де працював на посадах старшого викладача, доцента, завідував кафедрою
лижного спорту. Під час роботи та керівництва О. Махоніна на кафедрі лижного спорту було підготовлено 6 кандидатів до збірної СРСР та 40 - збірну команду України.

В 1978 році захистив дисертацію у Всесоюзному науково-дослідному інституті фізичної культури в м. Москва. За час роботи в інституті брав участь у багатьох наукових конференціях і семінарах, був заступником керівника міжнародного прес-центру Всесвітнього наукового конгресу «Спорт в сучасному суспільстві» в м. Тбілісі в 1980 р., за що отримав подяку Спорткомітету СРСР; здійснював практичну допомогу у розвитку зимових видів спорту в Казахській РСР; читав лекції на всесоюзних та республіканських семінарах для провідних тренерів країни.
З 1981 року — завідувач кафедри фізичного виховання Львівського лісотехнічного інституту (нині Національний лісотехнічний університет України), де працював до 1992 року. Під його керівництвом підготовлені: студент Олашин В. — дворазовий чемпіон Спартакіади Мінвузу України з гірськолижного спорту, 1990 р., студент Гураль В. — чемпіон СРСР з бігу на 15 км 1988—1990 р.р., бронзовий призер із кросу Всесвітньої Універсіади в Римі, 1990 р. (у складі збірної СРСР); Басілія К. — перше місце в першості СРСР з карате-до (шотокан), 1990 р., бронзовий призер чемпіонату світу в Туреччині 1991 р.

Протягом 1986—1989 р.р. О. Махонін очолював Державну екзаменаційну комісію на педагогічному факультеті ЛДІФК. Був головою обласної комісії з фізичного виховання студентів, головою Президії федерації лижного спорту Львівської області, керівником відділення спортивно-масової роботи на факультеті громадських професій.
2000 року пройшов по конкурсу на посаду завідувача кафедри фізичного виховання Львівського державного фінансово-економічного інституту (Львівська державна фінансова академія), яку займав до 2004 року. З 2004 по 2005 рік займав посаду завідувача кафедри фізичного виховання Львівської державної фінансової академії. На базі кафедри під керівництвом О. Махоніна були проведені чотири регіональні науково-практичні конференції на тему: «Актуальні проблеми організації фізичного виховання студентської та учнівської молоді».

Під час керівництва Махоніним О. Д. кафедрою фізичного виховання ЛДФА виш досяг відмінних показників зі спортивно-масової роботи: за результатами участі команд ВНЗ у фінальних змаганнях Львівського обласного управління фізичного виховання та спорту МОН України в загальнокомандному заліку з 12 видів спорту серед команд II групи академія постійно займає 3-4 місця.
За останні 4 роки 70 студентів академії стали чемпіонами та призерами Універсіад Львівщини.
За вагомий внесок в організацію і проведення змагань «Універсіада-2003-2007» нагороджений грамотами Львівського обласного управління МОН України.

### Особисті досягнення
Неодноразово здобував призові місця на Всеукраїнських та міжнародних турнірах із лижних перегонів серед ветеранів спорту, учасник чемпіонатів світу з лижних перегонів серед ветеранів у складі збірної команди України.

### Основні праці
Підготував і видав низку наукових та навчально-методичних праць, основні з яких: «Методичні рекомендації щодо проведення практичних занять з фізичного виховання» (208 с.), «Організація індивідуального режиму рухової активності в умовах самостійних занять студентів», «Тексти лекцій з фізичного виховання», і т. д.
1984 року видавництвом «Здоров'я» була видана книга у співавторстві з проф. Фоміним С. К. «Підготовка лижників в умовах середньогір'я» (Київ, 1984 р., 152 с.).
В цілому за 42 роки плідної роботи в ВНЗ України, з яких 22 роки був завідувачем кафедри фізичного виховання, Махоніним О. Д. була підготована 85 публікацій в міжнародних, всесоюзних, республіканських та регіональних виданнях. 